# Hrabkî, Mahdalînivka
Hrabkî (în ucraineană Грабки) este un sat în comuna Jdanivka din raionul Mahdalînivka, regiunea Dnipropetrovsk, Ucraina.

## Demografie
Componența lingvistică a localității Hrabkî
     Ucraineană (85,11%)
     Rusă (12,77%)
Conform recensământului din 2001, majoritatea populației localității Hrabkî era vorbitoare de ucraineană (85,11%), existând în minoritate și vorbitori de rusă (12,77%).